# 44-я гвардейская стрелковая дивизия
44-я гвардейская стрелковая дивизия — воинское соединение Вооружённых Сил СССР, принимавшее участие в Великой Отечественной войне.

## Полное наименование
44-я гвардейская Барановичская ордена Ленина Краснознамённая ордена Суворова стрелковая дивизия

## История
Сформирована 5 октября 1942 года путём преобразования 5-й Витебской стрелковой дивизии.
В действующей армии c 21 ноября 1942 по 26 сентября 1943 года, с 13 октября 1943 по 9 мая 1945 года.
Принимала участие в операции Малый Сатурн, Калинковичско-Мозырской операции, Бобруйской операции, Белостокской наступательной операции, Люблин-Брестской операции, Млавско-Эльбингской, Восточно-Померанской и Берлинской стратегической операциях
В ноябре 1942 года передислоцирована на Юго-Западный фронт и в составе 1-й гвардейской армии вела бои на Среднем Дону.
16 января 1943 года в бою за станцию Донская в Ростовской области, превращённую гитлеровцами в мощный узел обороны, особо отличились 13 автоматчиков 130-го гв. стрелкового полка под командованием лейтенанта И. С. Ликунова. Первыми ворвавшись на станцию, они в течение суток отбивали яростные немецкие атаки, не отступили ни на шаг и погибли. Всем им посмертно было присвоено звание Героя Советского Союза.
В последующем дивизия вела упорные бои в Донбассе, на Северском Донце и изюм-барвенковском направлении.
В ноябре 1943 года была переброшена в Белоруссию. Совместно с другими соединениями 65-й армии (в её составе действовала до конца войны) Белорусского (с 17 февраля 1944 года — 1-го Белорусского) фронта участвовала в Гомельско-Речицкой операции 1943 года.
В январе — феврале 1944 года вела бои по разгрому мозырьской группировки противника; летом 1944 года участвовала в Белорусской наступательной операции. За доблесть и мужество в боях по освобождению города Барановичи дивизии было присвоено почётное наименование Барановичской (27 июля 1944 года).
21 июля вышла на государственную границу СССР с Польшей, форсировала реки Западный Буг (1 августа) и Нарев (5 сентября). Первой на подручных средствах форсировала реку Нарев группа бойцов 130 гв. стрелкового полка во главе с заместителем командира батальона по политчасти старшим лейтенантом Л. С. Корневым. В неравном бою советские воины сумели удержать захваченный плацдарм и обеспечить переправу главных сил полка. За мужество и героизм, проявленные при форсировании реки Нарев и удержании плацдарма на западном берегу, командир и 8 офицеров дивизии, в том числе Л. С. Корнев (посмертно), были удостоены звания Героя Советского Союза.
В январе 1945 года дивизия участвовала в прорыве обороны противника в районе севернее Варшавы и за проявленное личным составом боевое мастерство была награждена орденом Суворова 2-й степени.
28 января форсировала реку Висла. В ходе Восточно-Померанской операции во взаимодействии с другими соединениями освободила город Гданьск, в начале апреля 1945 года активно участвовала в боях по уничтожению данцигской группировки противника, затем в Берлинской наступательной операции. За отличия в этих боях удостоилась награждения орденом Ленина (4 июня 1945 года), а её полки — почётных наименований: Гданьский (133-й гв. стрелковый полк, 17 мая 1945 года) и Штеттинские (128-й и 130-й гв. стрелковые и 95-й гв. артиллерийский полки, 4 июня 1945 года). Боевой путь дивизия завершила 2 мая 1945 года в районе города Барт на побережье Балтийского моря. За годы Великой Отечественной войны 11 793 воина дивизии были награждены орденами и медалями, а 22 — удостоены звания Героя Советского Союза.

## Подчинение
- Юго-Западный фронт 1-я гвардейская армия 6-й гвардейский стрелковый корпус на 01.01.1943
- Белорусский фронт 65-я армия 95-й стрелковый корпус на 01.01.1944
- 1-й Белорусский фронт 65-я армия 18-й стрелковый корпус на 01.04.1944
- 1-й Белорусский фронт 65-я армия 105-й стрелковый корпус на 01.07.1944
- 2-й Белорусский фронт 65-я армия 105-й стрелковый корпус на 01.01.1945 до 09.05.1945.

## Состав
- 128-й гвардейский стрелковый полк
- 130-й гвардейский стрелковый полк
- 133-й гвардейский стрелковый полк
- 95-й гвардейский артиллерийский полк
- 635 миномётный полк (ком-р пол-к Савиковский)
- 49-й отдельный гвардейский истребительно-противотанковый дивизион
- 43-я гвардейская зенитная батарея (до 03.04.1943)
- 427-й минный дивизион (до 12.12.1942)
- 46-я отдельная гвардейская разведывательная рота
- 48-й отдельный гвардейский сапёрный батальон
- 66-й отдельный гвардейский батальон связи
- 517-й (51-й) медико-санитарный батальон
- 45-я отдельная гвардейская рота химической защиты
- 604-я (50-я) автотранспортная рота
- 634-я (47-я) полевая хлебопекарня
- 637-й (42-й) дивизионный ветеринарный лазарет
- 11-я полевая почтовая станция
- 109-я полевая касса Госбанка

Перечень № 5 Стрелковых, горнострелковых, мотострелковых и моторизованных дивизий, входивших в состав действующей армии в годы Великой Отечественной войны 1941—1945 гг. / А. П. Покровский. — М.: Министерство обороны, 1956. — 218 с.

## Командиры
- Озеров, Фёдор Петрович, полковник, июнь — август 1941
- Светляков, Анисим Илларионович, полковник, август — сентябрь 1941
- Телков, Пётр Сергеевич, подполковник, сентябрь — ноябрь 1941
- Вашкевич, Владимир Романович, генерал-майор, ноябрь — декабрь 1941
- Ерошенко, Пётр Савельевич, полковник, декабрь 1941 — февраль 1942
- Куприянов, Дмитрий Андреевич, генерал-майор, с 27.09.1942 по 30.07.1943
- Коркишко, Никита Васильевич, полковник, с 31.07.1943 по 13.01.1944
- Петров, Павел Гаврилович, полковник, с 14.01.1944 по 12.06.1944
- Борисов, Владимир Александрович, генерал-майор, с 13.06.1944 по декабрь 1945
- Теремов, Пётр Алексеевич, генерал-майор, январь — июль 1946

### Начальник артиллерии
- Михайлов, Анатолий Николаевич, гвардии полковник, на январь 1943 года

## Отличившиеся воины
| Награда | Ф. И.О                           | Должность                                                                                        | Звание                    | Дата награждения     | Примечания                       |
| ------- | -------------------------------- | ------------------------------------------------------------------------------------------------ | ------------------------- | -------------------- | -------------------------------- |
|         | Абилов, Анатолий Абилович        | командир 130-го гвардейского стрелкового полка                                                   | гвардии подполковник      | 5 мая 1990 года      |                                  |
|         | Борисов, Владимир Александрович  | командир дивизии                                                                                 | гвардии генерал-майор     | 6 апреля 1945 года   |                                  |
|         | Васильев, Владимир Александрович | командир отделения 130-го гвардейского стрелкового полка                                         | гвардии сержант           | 31 марта 1943        | погиб в бою 15 января 1943 года  |
|         | Гасников, Михаил Иванович        | командир 2-го стрелкового батальона 130-го гвардейского стрелкового полка                        | гвардии капитан           | 24 марта 1945 года   |                                  |
|         | Корнев, Леонид Семёнович         | заместитель командира 2-го батальона 130-го гвардейского стрелкового полка по политической части | гвардии старший лейтенант | 24 марта 1945 года   | Умер от ран 20 октября 1944 года |
|         | Котов, Евгений Петрович          | стрелок 130-го гвардейского стрелкового полка                                                    | гвардии красноармеец      | 31 марта 1943 года   | погиб в бою 15 января 1943 года  |
|         | Крейзер, Игорь Иванович          | командир 128-го гвардейского стрелкового полка                                                   | гвардии подполковник      | 24 марта 1945 года   |                                  |
|         | Кубакаев, Тимирай Кубакаевич     | командир взвода автоматчиков 130-го гвардейского стрелкового полка                               | гвардии младший сержант   | 31 марта 1943 года   | погиб в бою 15 января 1943 года  |
|         | Курбаев, Афанасий Афанасьевич    | стрелок 130-го гвардейского стрелкового полка                                                    | гвардии красноармеец      | 31 марта 1943 года   | погиб в бою 15 января 1943 года  |
|         | Курбанов, Ахмеджан               | командир батальона 128-го гвардейского стрелкового полка                                         | гвардии майор             | 24 марта 1945 года   | погиб в бою 6 февраля 1945 года  |
|         | Ликунов, Иван Сергеевич          | командир роты 130-го гвардейского стрелкового полка                                              | гвардии лейтенант         | 31 марта 1943 года   | погиб в бою 15 января 1943 года  |
|         | Михайленко, Иван Фёдорович       | командир взвода 133-го гвардейского стрелкового полка                                            | гвардии лейтенант         | 24 марта 1945 года   |                                  |
|         | Немировский, Николай Николаевич  | стрелок 130-го гвардейского стрелкового полка                                                    | гвардии красноармеец      | 31 марта 1943 года   | погиб в бою 15 января 1943 года  |
|         | Полухин, Иван Андреевич          | стрелок 130-го гвардейского стрелкового полка                                                    | гвардии красноармеец      | 31 марта 1943 года   | погиб в бою 15 января 1943 года  |
|         | Поляков, Константин Илларионович | стрелок 130-го гвардейского стрелкового полка                                                    | гвардии красноармеец      | 31 марта 1943 года   | погиб в бою 15 января 1943 года  |
|         | Романов, Григорий Григорьевич    | командир огневого взвода 128-го гвардейского стрелкового полка                                   | гвардии старший лейтенант | 21 февраля 1945 года |                                  |
|         | Сгибнев, Григорий Иванович       | помощник командира стрелкового взвода 128-го гвардейского стрелкового полка                      | гвардии сержант           | 26 октября 1943 года |                                  |
|         | Севрюков, Николай Михайлович     | командир отделения 130-го гвардейского стрелкового полка                                         | гвардии сержант           | 31 марта 1943 года   | погиб в бою 15 января 1943 года  |
|         | Седов, Иван Васильевич           | командир взвода 2-й стрелковой роты 130-го гвардейского стрелкового полка                        | гвардии младший лейтенант | 31 марта 1943 года   | погиб в бою 15 января 1943 года  |
|         | Сирин, Николай Иванович          | стрелок 130-го гвардейского стрелкового полка                                                    | гвардии красноармеец      | 31 марта 1943 года   | погиб в бою 15 марта 1943 года   |
|         | Смоляных, Василий Иванович       | командир роты 133-го гвардейского стрелкового полка                                              | гвардии старший лейтенант | 24 марта 1945 года   |                                  |
|         | Солодов, Афанасий Владимирович   | командир 133-го гвардейского стрелкового полка                                                   | гвардии подполковник      | 24 марта 1945 года   |                                  |
|         | Ступак, Григорий Лаврентьевич    | командир взвода пулемётной роты 130-го гвардейского стрелкового полка                            | гвардии старший лейтенант | 24 марта 1945 года   |                                  |
|         | Тарасенко, Иван Иванович         | командир взвода 2-й стрелковой роты 130-го гвардейского стрелкового полка                        | гвардии красноармеец      | 31 марта 1943 года   | погиб в бою 15 января 1943 года  |
|         | Уткин, Григорий Васильевич       | заряжающий 76-мм пушки 128-го гвардейского стрелкового полка                                     | гвардии сержант           |                      |                                  |
|         | Утягулов, Зубай                  | 130-го гвардейского стрелкового полка                                                            | гвардии красноармеец      | 31 марта 1943 года   | погиб в бою 15 января 1943 года  |
|         | Яркалов, Алексей Назарович       | командир расчёта 45-мм орудия 133-го гвардейского стрелкового полка                              | гвардии старший сержант   |                      |                                  |

## Награды
- Орден Красного Знамени— награда перешла от 5 стрелковой Витебской Краснознамённой дивизии, награждённой этим орденом 22 апреля 1919 года;
- 5 октября 1942 года — Почетное звание «Гвардейская» — присвоено приказом Народного комиссара обороны СССР за проявленную отвагу в боях за Отечество с немецкими захватчиками, за стойкость, мужество, дисциплину и организованность, за героизм личного состава;
- 27 июля 1944 года — Почётное наименование «Барановичская» — присвоено приказом Верховного Главнокомандующего № 0225 от 27 июля 1944 года в ознаменование одержанной победы и за отличие в боях за город Барановичи;
- 19 февраля 1945 года —  Орден Суворова II степени — награждена указом Президиума Верховного Совета СССР от 19 февраля 1945 года за образцовое выполнение заданий командования в боях с немецкими захватчиками при прорыве обороны немцев севернее Варшавы и проявленные при этом доблесть и мужество;[3]
- 4 июня 1945 года —  Орден Ленина — награждена указом Президиума Верховного Совета СССР от 4 июня 1945 года за образцовое выполнение заданий командования в боях с немецкими захватчиками при овладении городами Эггезин, Торгелов,Позевальк, Штрасбург,Темплин и проявленные при этом доблесть и мужество.[4]

Награды частей дивизии:
- 128-й гвардейский стрелковый Штеттинский[5] Краснознамённый[6] ордена Суворова[7] полк
- 130-й гвардейский стрелковый Штеттинский[5] Краснознамённый[6] ордена Суворова[7] полк;
- 133-й гвардейский стрелковый Гданьский[8] Краснознамённый[6] ордена Суворова[9] полк;
- 95-й гвардейский артиллерийский Штеттинский[5] Краснознамённый[6] ордена Суворова[7] полк
- 49-й отдельный гвардейский истребительно-противотанковый орденов Суворова[10] и Кутузова[11] дивизион
- 48-й отдельный гвардейский сапёрный орденов Кутузова[11] и Красной Звезды[7] батальон
- 66-й отдельный гвардейский Штеттинский[5] ордена Красной Звезды[7] батальон связи